# الكتيبة 103 صاعقة
الكتيبة 103 صاعقة بري هي وحدة عسكرية مصرية تابعة للقوات المسلحة المصرية ضمن سلاح الصاعقة المصرية، الكتيبة 103 صاعقة تتبع المجموعة 39 قتال وهي مجموعة قوات خاصة أنشأت عقب حرب يونيو 67 تحت قيادة إبراهيم الرفاعي، وبعد نشأة المجموعة 39 قتال انضمت إليها كتيبة 93 صاعقة البرية وسرية من الكتيبة 103 صاعقة برية، وتألفت من مقاتلي قوات الصاعقة البرية والبحرية وشاركت في حربي الاستنزاف وأكتوبر وكان لها دور بارز في الحرب.
برزت أيضاً الكتيبة في الحرب على الإرهاب في سيناء حيث تقوم بعملية تأمين منطقة حدودية مهمة بين رفح والشيخ زويد، حيث تقع في معقل قبيلة الترابين التي فيه خصومة كبيرة بينها وبين التنظيم، وكانت نقطة انطلاق لكثير من المداهمات والعمليات والنوعية التي كان ينفذها الجيش في سيناء، ارتبط اسمها بعمليات عسكرية أبرزها هجوم كمين البرث عام 2017 والتي تمكنت من صد وإحباط أكبر هجوم لعناصر تنظيم داعش في سيناء.

## تاريخها
يرجع تاريخ تأسيس الكتيبة 103 إلى فترة ما بعد حرب النكسة مباشرة، حيث تأسست كجزء من المجموعة 39 قتال، وهي قوات خاصة أنشأت عقب نكسة يونيو 67 تحت قيادة إبراهيم الرفاعي، وتألفت من مقاتلي قوات الصاعقة البرية والبحرية وشاركت في حربي الاستنزاف وأكتوبر.
وبعد نشأة المجموعة 39 قتال انضم إليها كتيبة 93 صاعقة البرية وسرية من الكتيبة 103 صاعقة برية، واختار الرفاعي رجاله من المشهود لهم بالكفاءة والشجاعة والمعروفين بقدراتهم القتالية العالية، ثم تطورت إلى فصيلة وبتعدد العمليات تطورت إلى سرية وبلغ عددها نحو 90 فردًا ما بين ضابط وصف وجندي، إلى أن أصبح عدد العمليات التي نفذتها هذه السرية 39، فتطورت إلى تشكيل أطلق عليه المجموعة 39 قتال نسبة إلى عدد العمليات، وتحولت بعد ذلك لوحدة مقاتلة مستقلة تابعة لقيادة المخابرات والرئاسة مباشرة وكانت ترعب قوات الجيش الإسرائيلي ومصدر قلق دائم.
كان لها دور بارز خلال حرب الاستنزاف في عمليتي عملية لسان التمساح الأولى والثانية ضمن مهام عمليات المجموعة 39 قتال، وللكتيبة 103 دور كبير في حرب أكتوبر، حيث قُتِلَ منها 29 جنديًا خلال معارك حرب أكتوبر لم وعلى رأسهم قائدها إبراهيم الرفاعي.
عادت الكتيبة للأنظار في الحرب على الإرهاب في سيناء بعد تولي العقيد رامي حسنين قيادة الكتيبة الذي قُتِلَ في 2016، وكان مدير العمليات فيها الرائد أحمد منسي حينها وتولى قيادتها حتى قُتِلَ أيضاً في يوليو 2017.
تولى قيادة الكتيبة المقدم أركان حرب "عاصم محمد عصام" والذي كان قائد للفرقة 999 لكنه قتل في نوفمبر 2022 بمنطقة بئرالعبد بشمال سيناء بعد إنفجار عبوة مفخخة.

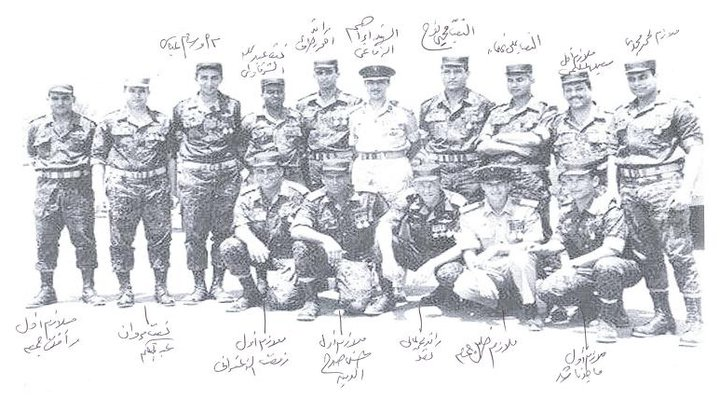
صورة لأفراد مجموعة 39 قتال أثناء حرب الاستنزاف وحرب أكتوبر

## أشهر معاركها

### في حرب الاستنزاف
شاركت الكتيبة في عملية لسان التمساح الأولى هي عملية الإغارة الأولى على النقطة الإسرائيلية الحصينة بموقع المعدية 6 لسان التمساح، في يوم 19 أبريل 1969 ونفذتها عناصر صاعقة من المجموعة 39 قتال جاءت العملية رداً على مقتل رئيس أركان الجيش المصري الفريق عبد المنعم رياض بينما كان يتفقد أعمال الجبهة المصرية.
في مساء يوم 19 أبريل 1969 بعد عدة أيام من التخطيط والاستطلاع، انطلق أكثر من 60 فرد صاعقة من مجموعة 39 قتال بقيادة المقدم إبراهيم الرفاعي في عدة قوارب زودياك عبر بحيرة التمساح، يغطيهم قصف مدفعي لتأمين انتقالهم إلى الضفة الشرقية للبحيرة وعقب نزولهم من القوارب توجهت القوة المصرية إلى موقع الدشمة الإسرائيلية الحصينة حيث أبادوا كل من فيها تقريباً باستخدام القنابل اليدوية وقنابل الدخان لإجبارهم على الخروج كما دمروا دبابتين وعربة مدرعة نصف جنزير كانت في الموقع. بلغت خسائر الجانب الإسرائيلي 44 قتيلاً، إضافة إلى المعدات وبعض الأسلحة الخفيفة التي استولى عليها أفراد الصاعقة المصرية. في حين أصيب فقط فردان من الجانب المصري.
شاركت أيضاً في عملية لسان التمساح الثانية في 7 يوليو 1969، حيث تم شن هجوم على مواقع الجيش الإسرائيلي في لسان التمساح، ورغم استعداد القوات الإسرائيلية للهجوم وكشف العملية إلا أنهم نجحوا في ضرب عدة مواقع وانسحبت القوات للضفة الغربية وأسفر الهجوم عن مصرع 9 من المجموعة.

### عملية حق الشهيد

أحمد منسي قائد كتيبة 103 صاعقة

شاركت الكتيبة في عملية حق الشهيد التي انطلقت فجر أمس الإثنين 8 سبتمبر 2015 عملية عسكرية شاملة باسم «حق الشهيد» في مناطق رفح والشيخ زويد والعريش بشمال سيناء، وانتهت المرحلة الرئيسية منها في 22 سبتمبر 2015، وترأس الكتيبة في هذا الوقت رامي حسنين، الذي شغل منصب قائد الكتيبة 103 صاعقة منذ يوليو 1996 بعد عودته من قوات حفظ السلام بالكونغو، وقُتل في 29 أكتوبر 2016 بعد استهداف مدرعته بعبوات ناسفة في شمال سيناء.

### هجوم كمين البرث
في فجر 7 يوليو 2017 قامت عناصر تتبع تنظيم داعش في سيناء بشن هجوم ضخم بنحو 150 عنصر مسلحين بـ 6 عربات دفع رباعي وعربات مفخخة وقذائف هاون وقناصة، وكان الغرض من الهجوم هو السيطرة على الكمين ورفع العلم عليها لتحقيق انتصار إعلامي لإبراز سيطرة التنظيم على المنطقة.
ورغم الهجوم المفاجئ إلا أن قوات الكتيبة بقيادة العقيد أحمد منسي استطاعت التصدي والصمود لنحو 4 ساعات واسطاعت إسقاط 40 عنصراً من الإرهابيين حتى وصلت قوات الدعم الجوي وانسحبت كافة القوات مسفراً عن فشل الهجوم، وأسفر الهجوم عن مقتل 23 من ظباط وجنود وعلى رأسهم قائد الكتيبة العقيد أركان حرب أحمد منسي.

## في الإعلام
ظهرت الكتيبة ضمن أحداث مسلسل الاختيار الذي عرض في رمضان 2020م.